# Ладора (Айова)
Ладора (англ. Ladora) — місто (англ. city) в США, в окрузі Айова штату Айова. Населення — 229 осіб (2020).

## Географія
Ладора розташована за координатами 41°45′20″ пн. ш. 92°11′9″ зх. д. / 41.75556° пн. ш. 92.18583° зх. д. (41.755506, -92.185902).  За даними Бюро перепису населення США в 2010 році місто мало площу 0,79 км², уся площа — суходіл.

## Демографія
Згідно з переписом 2010 року, у місті мешкали 283 особи в 116 домогосподарствах у складі 71 родини. Густота населення становила 360 осіб/км².  Було 126 помешкань (160/км²).
Расовий склад населення:
| - 96,8 % — білих - 2,5 % — чорних або афроамериканців |

До двох чи більше рас належало 0,7 %. Частка іспаномовних становила 1,1 % від усіх жителів.
За віковим діапазоном населення розподілялося таким чином: 25,1 % — особи молодші 18 років, 66,1 % — особи у віці 18—64 років, 8,8 % — особи у віці 65 років та старші. Медіана віку мешканця становила 34,9 року. На 100 осіб жіночої статі у місті припадало 96,5 чоловіків;  на 100 жінок у віці від 18 років та старших — 89,3 чоловіків також старших 18 років.
Середній дохід на одне домашнє господарство  становив 80 583 долари США (медіана — 42 750), а середній дохід на одну сім'ю — 59 110 доларів (медіана — 44 219). За межею бідності перебувало 9,2 % осіб, у тому числі 19,7 % дітей у віці до 18 років та 0,0 % осіб у віці 65 років та старших.
Цивільне працевлаштоване населення становило 171 осіб. Основні галузі зайнятості: виробництво — 28,1 %, освіта, охорона здоров'я та соціальна допомога — 24,6 %, транспорт — 8,8 %, мистецтво, розваги та відпочинок — 8,2 %.